# Seznam hor a kopců v Burundi
Toto je seznam hor a kopců v Burundi.

## Tabulka
| Pořadí | Název     | Výška (m) | Provincie       | Souřadnice                |
| ------ | --------- | --------- | --------------- | ------------------------- |
| 1      | Heha      | 2670      | Bujumbura Rural | 3°36′ j. š., 29°30′ v. d. |
| 2      | Twinyoni  | 2659      | Cibitoke        | 2°41′ j. š., 29°20′ v. d. |
| 3      | Nyaruyaga | 2571      | Bujumbura Rural | 3°40′ j. š., 29°27′ v. d. |
| 4      | Mikiko    | 2554      | Kayanza         | 2°58′ j. š., 29°31′ v. d. |
| 5      | Manga     | 2523      | Bujumbura Rural | 3°26′ j. š., 29°31′ v. d. |
| 6      | Monge     | 2320      | Bujumbura Rural | 3°41′ j. š., 29°26′ v. d. |
| 7      | Musebeyi  | 2274      | Bujumbura Rural | 3°55′ j. š., 29°37′ v. d. |
| 8      | Cendajuru | 2216      | Cibitoke        | 2°41′ j. š., 29°14′ v. d. |
| 9      | Rumonyi   | 2210      | Bururi          | 3°56′ j. š., 29°37′ v. d. |
| 10     | Rwengero  | 2201      | Cibitoke        | 2°39′ j. š., 29°13′ v. d. |